# Pruszcz
Pruszcz é um município no norte da Polônia. Pertence à voivodia da Cujávia-Pomerânia, no condado de Świecie, na comuna de Pruszcz. A cidade é a sede da comuna de Pruszcz.
Estende-se por uma área de 7,05 km², com 2 798 habitantes, segundo o censo de 31 de dezembro de 2021, com uma densidade populacional de 396,8 hab./km².